# Глебов, Валерий Васильевич
Вале́рий Васи́льевич Гле́бов (укр. Валерій Васильович Глєбов, позывной — Ахил; 3 октября 1970, Ахтырка — 24 ноября 2022, Подгородное) — украинский военнослужащий, капитан, участник российско-украинской войны. Герой Украины (5 мая 2023, посмертно).

## Биография
Валерий Глебов родился 3 октября 1970 года в Ахтырке Сумской области. С началом АТО на востоке Украины ушел добровольцем. От солдата дослужился до капитана. — сообщили на фейсбуке-странице 93-й ОМБр «Холодный Яр». С первого дня полномасштабной войны капитан Валерий Глебов защищал Ахтырку, участвовал в освобождении Тростянца. Затем занимал должность командира роты 93-й бригады «Холодный Яр», воевал под Изюмом Харьковской области. Вместе с военнослужащими батальона роты, которой командовал Валерий Глебов, вела недельное сражение за важный перекресток перед Бахмутом, держа оборону города. Валерий Глебов погиб 24 ноября 2022 года от миномётного обстрела российских войск на 53-м году жизни вблизи поселка Подгородное Соледарской городской общины Бахмутского района Донецкой области. Чин прощания с офицером состоялся 28 ноября 2022 года, отпевали военного в Успенской церкви. Погибшего похоронили в родной Ахтырке.
У погибшего осталась мать и дочь.

## Награды
- Звание «Герой Украины» с удостоением ордена «Золотая Звезда» (28 августа 2023, посмертно) — за личное мужество и героизм, проявленные в защите государственного суверенитета и территориальной целостности Украины, верность военной присяге.
- Орден «За мужество» III степени (31 октября 2022) — за личное мужество и самоотверженные действия, проявленные в защите государственного суверенитета и территориальной целостности Украины, верность военной присяге[8].
- Медаль «Защитнику Отчизны» (13 марта 2022) — за личное мужество и самоотверженные действия, проявленные в защите государственного суверенитета и территориальной целостности Украины, верность военной присяге.